# Corynopuntia aggeria
Corynopuntia aggeria là một loài thực vật có hoa trong họ Cactaceae. Loài này được (Ralston & Hilsenb.) M.P.Griff. mô tả khoa học đầu tiên năm 2002 publ. 2003.